# El Limonal
El Limonal är en ort i Mexiko.   Den ligger i kommunen El Naranjo och delstaten San Luis Potosí, i den centrala delen av landet, 400 km norr om huvudstaden Mexico City. El Limonal ligger 588 meter över havet och antalet invånare är 542.
Terrängen runt El Limonal är kuperad åt nordost, men åt sydväst är den bergig. Runt El Limonal är det glesbefolkat, med 11 invånare per kvadratkilometer. Närmaste större samhälle är El Pensil, 13,8 km norr om El Limonal. I omgivningarna runt El Limonal växer huvudsakligen savannskog.